# France 2
Cet article concerne la chaîne de télévision française. Pour les autres significations du nom France 2, voir France II et F2.
France 2 est une chaîne de télévision généraliste française de service public, succèdant à Antenne 2, le 7 septembre 1992. Historiquement créée sous le nom RTF Télévision 2 en 1959 puis Deuxième chaîne de l'ORTF en 1964, la deuxième chaîne publique nationale prend la dénomination Antenne 2 en 1975, jusqu'en septembre 1992. Elle appartient à la société nationale publique de programmes France Télévisions.
La deuxième chaîne nationale diffuse principalement des fictions télévisées, du cinéma, des retransmissions sportives et des sessions d'information, dans le but de divertir, instruire et informer. Deuxième chaîne de France en termes d'audience en dehors de quelques événements ponctuels durant lesquels elle a été en tête, elle est retransmise sur la TNT, le satellite, le câble, la télévision IP et le Web. Elle est également disponible dans certains pays limitrophes et ses programmes sont partiellement repris par TV5 Monde.
La deuxième chaîne publique devance toutefois sa concurrente TF1, notamment lors de deux périodes principales. Au cours de toute l'année 1983 où sa nouvelle grille permet à Antenne 2 d'obtenir un fort succès populaire et des meilleures audiences. Puis lors de la retransmission des Jeux olympiques d'été de 2024 dont notamment, la cérémonie retransmise sur France 2, réunit 23,24 millions de téléspectateurs soit 83,1 % de part de marché entre 19 h 26 et 23 h 30. Un pic d'audience atteingnant 25,2 millions (90,2 %) est observé à 21 h 56, marquant un record historique d'audience dans l'histoire de la télévision française,,,.
Sa couleur d'identification au sein du groupe de télévision public est le rouge et cette identité graphique se retrouve sur tout son habillage d'antenne.

## Historique de la chaîne

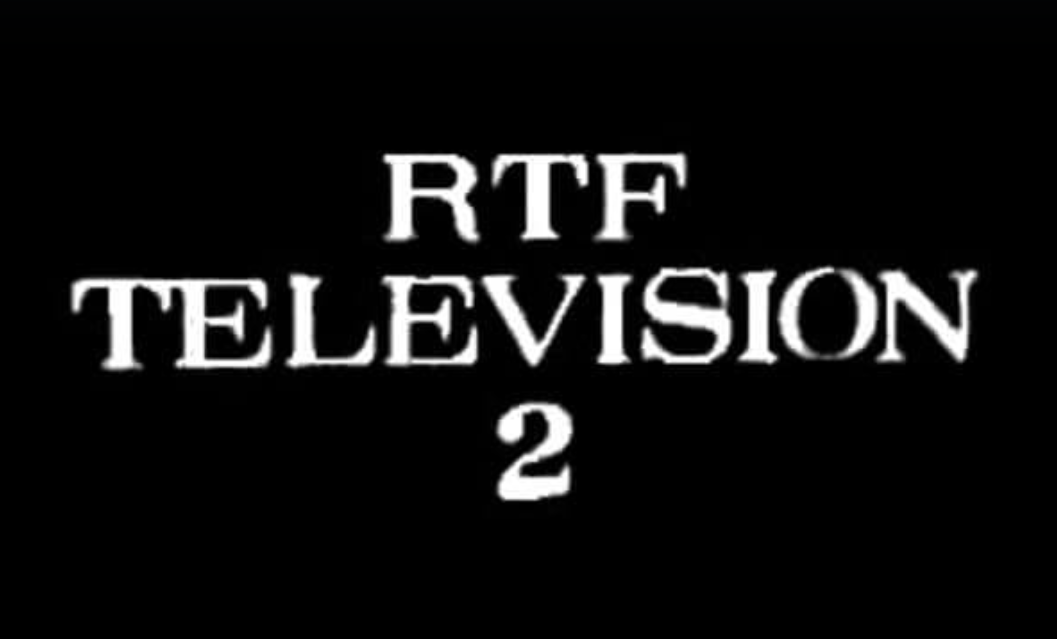
Logo de RTF Télévision 2, de 1963 à 1964.

### De RTF Télévision 2 à la fin d'Antenne 2
La deuxième chaîne de la RTF émet pour la première fois de façon expérimentale sur Paris dès le 10 septembre 1959. La diffusion d'un programme quotidien sur le plan national, complémentaire de celui de la première chaîne, est officiellement lancée le 18 avril 1964. Après le remplacement de la Radiodiffusion-télévision française (RTF) par l'Office de radiodiffusion-télévision française (ORTF) le 27 juin 1964, la chaîne devient la deuxième chaîne de l'ORTF le 25 juillet 1964. Le 1er octobre 1967, elle est la première chaîne française à passer à la couleur et prend le nom de deuxième chaîne couleur de l'ORTF. À la suite de l'éclatement de l'ORTF fin 1974, elle laisse la place le 6 janvier 1975 à la nouvelle société nationale de programme Antenne 2.
La loi du 2 août 1989 institue une présidence commune des deux chaînes publiques, Antenne 2 et France Régions 3, tout en maintenant une séparation juridique des deux chaînes. Le but est de promouvoir une stratégie commune et d'assurer la complémentarité des programmes entre les deux chaînes afin de faire face à la montée en puissance des groupes privés TF1 et M6 et au développement des chaînes thématiques.

### France 2 (depuis 1992)
Le 7 septembre 1992, Antenne 2 et France Régions 3 changent de nom et deviennent respectivement France 2 et France 3. Les deux chaînes sont désormais regroupées au sein d'une nouvelle entité dénommée France Télévision, qui n'a cependant pas d'existence juridique,. Le basculement d'Antenne 2 à France 2 a lieu à 6 h 30 juste avant Télématin.
Sous la présidence de Jean-Pierre Elkabbach de 1993 à 1996, France 2 engage de jeunes animateurs-producteurs vedettes pour concurrencer TF1 sur le terrain du divertissement. Si les bons résultats d'audience sont au rendez-vous, en novembre 1995, le député Alain Griotteray rend publics les mirobolants contrats des animateurs, comme ceux de Nagui, Arthur ou Jean-Luc Delarue. Pris dans une vive polémique sur sa gestion de l'argent public, Elkabbach finit par démissionner fin mai 1996,,.
La loi du 1er août 2000 fait de France Télévisions une holding rassemblant désormais les chaînes France 2, France 3 et La Cinquième,. Le 7 janvier 2002, le groupe public dévoile sa nouvelle identité visuelle qui doit donner plus d'homogénéité à ses chaînes. France 2 est dotée d'un nouveau logo et se voit attribuer la couleur rouge pour son habillage d'antenne,.
Sous la présidence de Patrick de Carolis de 2005 à 2010, France 2 se recentre sur la culture et la création audiovisuelle.
La loi no 2009-258 du 5 mars 2009 transforme au 4 janvier 2010 le groupe France Télévisions en une entreprise mère, société nationale de programme, par fusion-absorption de la quarantaine de sociétés réunies jusqu'alors sous forme de société holding. France 2, comme ses chaînes sœurs, est désormais directement éditée par France Télévisions. De plus, la loi entérine la suppression de la publicité du service public entre 20 h et 6 h, déjà effective depuis le 5 janvier 2009. Les programmes de première partie de soirée débutent désormais à 20 h 35 au lieu de 20 h 50 auparavant,.
En septembre 2012, la direction de France Télévisions annonce l'unification des rédactions de France 2, France 3 national et Francetv info à l'horizon 2015 afin de « s'adapter à la nouvelle concurrence d'Internet, des chaînes info, de la télé connectée, des smartphones... »,.

## Identité graphique

### Habillages et logos

#### 1992-2002
Le 7 septembre 1992, France 2 est dotée d'un logo conçu par l'agence Gédéon : le chiffre « 2 » en rouge avec le mot « France » inscrit en blanc dans la partie inférieure du chiffre. Les jingles, bandes-annonces et certains génériques d'émissions divisent l'écran en deux bandes verticales égales. Les jingles pubs sont conçus par une dizaine de jeunes réalisateurs dans des styles bien différents. En septembre 1997, l'agence View fait évoluer l'habillage en douceur et crée des jingles pubs juxtaposant deux images. En janvier 1999, l'agence Gédéon confie la réalisation des jingles au chorégraphe Philippe Decouflé. L'habillage est un échec et l'année suivante, en février 2000, de nouveaux jingles montrent des scènes de la vie quotidienne.
Le 2 janvier 2023, en lien avec la programmation de la série Vortex qui ramène à l'année 1998, le logo de France 2 de 1992 à 2002 est réapparu à l'antenne.

Premier logo de France 2 (1992-2002)
Logo de France 2 du 7 septembre 1992 au 6 janvier 2002.

#### 2002-2018
Le 7 janvier 2002, le groupe France Télévisions adopte une nouvelle identité visuelle conçue par l'agence Gédéon. France 2 est dotée d'un nouveau logo similaire aux autres chaînes : un trapèze de couleur rouge avec le chiffre « 2 » inscrit en blanc à l'intérieur le long du côté droit. Un nouvel habillage est mis en place : l'écran n'est désormais plus divisé en deux, mais les jingles pubs conservent cette juxtaposition en jouant sur le premier plan et l'arrière-plan. L'habillage restera six ans à l'antenne.
Le 7 avril 2008, le logo de France 2 évolue avec l'ajout d'un effet 3D,. Si le logo en 3D apparait à l'antenne, l'ancien graphique figuré en 2D est toujours utilisé pour les imprimés publiés par la chaîne. De plus, l'habillage est adapté au format 16/9. Le 5 janvier 2009, à la suite de la suppression de la publicité sur l'antenne après 20 h, France 2 se dote d'un nouvel habillage. Les idents et jingles pubs montrent deux scènes apparemment sans liens qui finissent par se rassembler pour n'en faire qu'une (ce qui traduit visuellement le slogan de la chaîne de l'époque : « L'événement nous rassemble »). Le 5 septembre 2011, France 2 adopte un nouvel habillage conçu par l'agence Gang Digital. Les jingles mettent en scène des personnes dans des situations de la vie quotidienne qui se transforment en temps de jeu,.
France 2 met occasionnellement en place des habillages temporaires. Par exemple, depuis les années 2010, elle diffuse des clips de vœux des animateurs de la chaîne lors de la période de Noël.
À l'occasion de fêter ses 50 ans, France 2 s'offre un habillage qui a été diffusé du 1er septembre 2014 au 28 janvier 2018.
Le 5 septembre 2016, France 2 s'offre des jingles pubs, des nouvelles sonores et des animateurs de la chaine. Elle a été diffusée jusqu'au 28 janvier 2018.
Le vendredi 2 juin 2017, en réaction au discours de Donald Trump officialisant le désengagement des États-Unis dans les Accords de Paris signé par ces derniers et 194 autres délégations nationales, mais aussi pour célébrer l'arrivée sur terre du spationaute Thomas Pesquet, France 2 colorie son logo en vert pour envoyer un signal fort pour la protection et la préservation de l'environnement.

Deuxième logo de France 2 (2002-2018)
Logo de France 2 du 7 janvier 2002 au 6 avril 2008.
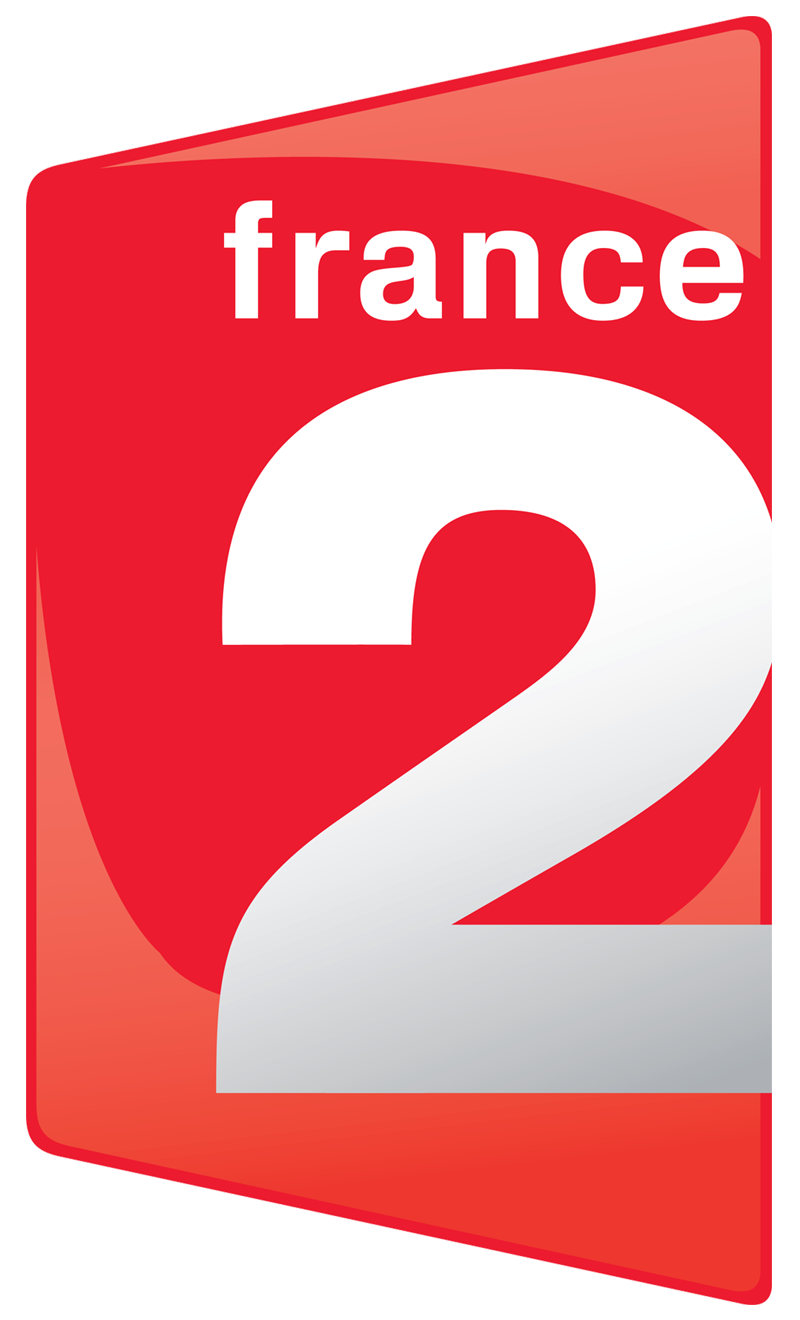
Logo de France 2 du 7 avril 2008 au 28 janvier 2018.
Variante du logo de France 2 du 1er septembre 2014 au 28 janvier 2018.

#### Depuis 2018
Le 8 décembre 2017, France Télévisions dévoile les nouveaux logos de ses chaînes, qui ont été mises à l'antenne depuis le 29 janvier 2018.
Le 29 janvier 2018, lors d'une rediffusion du jeu Les Z'amours une bande-annonce pour les Jeux olympiques d'hiver ainsi que le nouveau logo apparaît à la fin. Juste après le clip d'Amir intitulé Les Rues de ma peine, le nouveau logo voit le jour à l'antenne. Au début du 6 heures info, Samuel Étienne et Karine Baste-Régis annoncent le nouveau logo, le nouvel habillage et la nouvelle identité visuelle de France Télévisions. Des jingles pubs avec les animateurs de la chaîne et les scènes de vies font leur apparition dès 6 h 25 et l'émission Télématin, quant à elle, est transférée depuis le plateau du journal télévisé.
Depuis le 27 août 2018, la météo des chaînes de France Télévisions change d'habillage. Elle accueille de nouvelles cartes, génériques, décryptages et les territoires d'outre-mer sont montrés dans la météo du soir sur France 2.
Le 26 août 2019, les différents journaux télévisés de France 2 s'adaptent aux habillages France Télévisions en vigueur depuis janvier 2018.

Troisième logo de France 2 (2018-)
Logo de France 2 depuis le 29 janvier 2018.
Logo alternatif de France 2 depuis le 29 janvier 2018.

##### Été 2020
À l'occasion de la saison estivale de 2020, la chaîne change temporairement son habillage à partir du 19 juin 2020. En collaboration avec la chanteuse Jain, le design des bandes-annonces, des jingles pub et des génériques sont présentés avec des motifs de fleurs, des yeux et des visages. On note aussi les trois couleurs dominantes dont le rouge, le jaune et le bleu. Le thème musical s'inspire des rythmes africains.

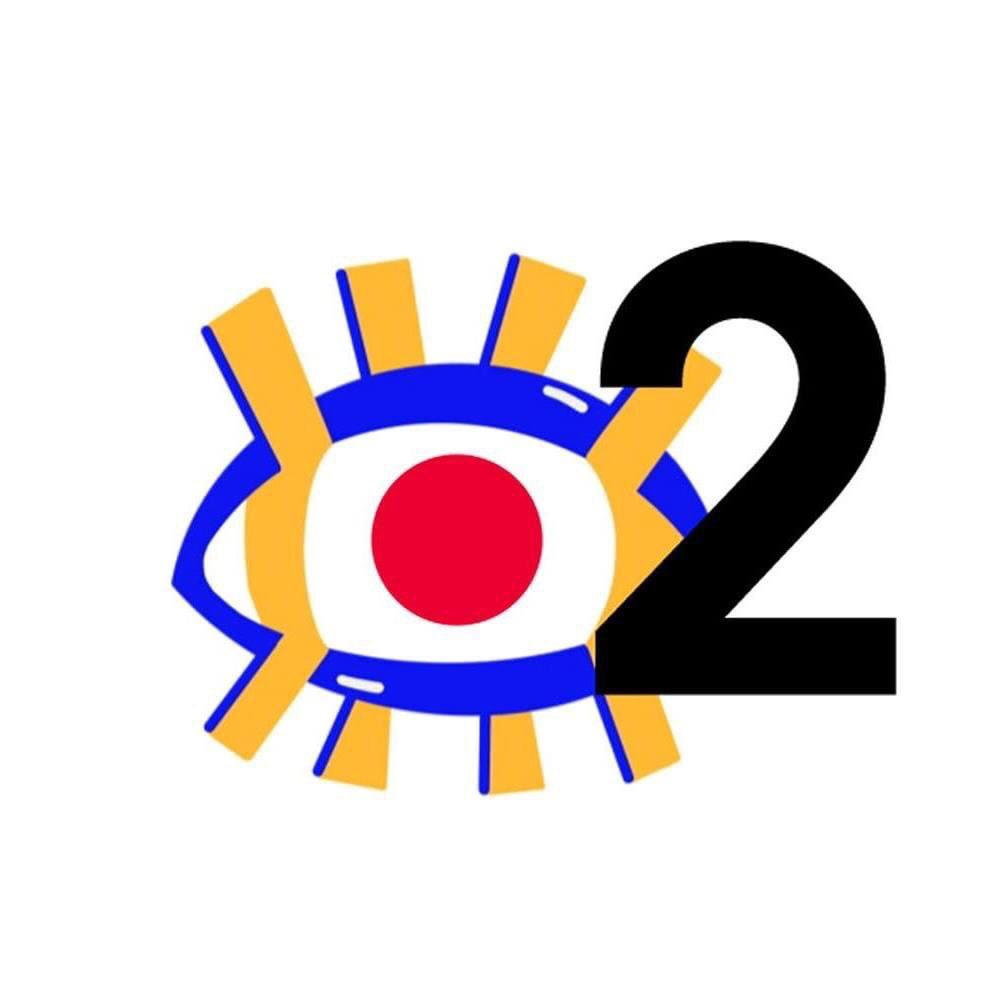
Logo de France 2 du 19 juin à août 2020.

#### Autres logos

Logo de France 2 HD du 30 octobre 2008 au 26 avril 2016.
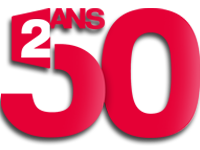
Logo événementiel de France 2 à l'occasion de ses 50 ans en 2014.
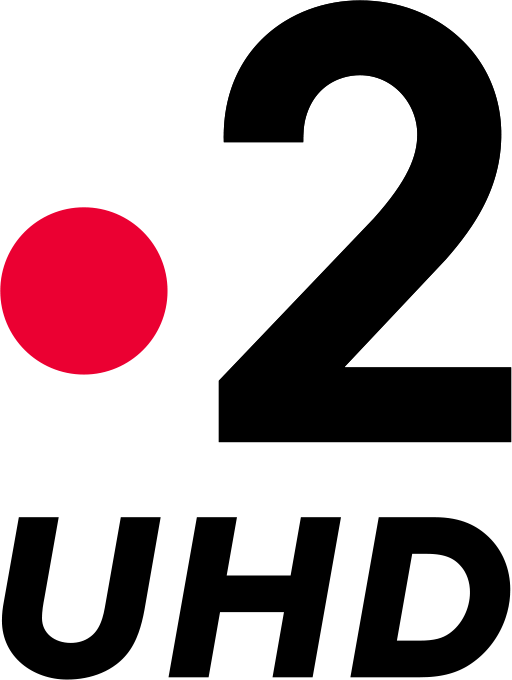
Logo de France 2 UHD depuis le 23 janvier 2024.
Logo de france·tv à partir du 6 juin 2025 utilisé à l'antenne.

### Slogans
- Septembre 1992 : « France 2, plus de passion. »
- Février 1994 : « France 2, 30 ans de passion. »
- Octobre 1998 : « France 2, 6 ans de programmes à divertir. »
- Mai 2000 : « France 2, partageons plus que des images. »[30]
- Janvier 2002 : « France 2, la meilleure chaîne d'info 2. »
- Février 2004 : « France 2, 40 ans de passion à vivre. »
- Septembre 2004 : « L'air est plus vif sur France 2. »[31]
- 2005 : « Tous les jours, de nouveaux programmes : France 2. »
- 2008 : « Tous les jours, tous les genres, tous les publics : France 2. »
- 2009 : « France 2 : L'événement nous rassemble. »
- Septembre 2011 : « France 2, 1re chaîne publique. »
- Septembre 2012 : « France 2, à l'image de la vie. »
- Septembre 2013 : « France 2, c'est bien. »[32]
- Février 2014 : « France 2, 50 ans de passion. »
- Septembre 2014 : « France 2, plus 2 passion. »[33]
- Janvier 2018 : « Nos différences nous rassemblent. »

## Organisation

### Dirigeants
France 2 est présidée depuis sa création le 7 septembre 1992 par le président-directeur général de France Télévisions. Depuis janvier 2013 et la suppression du poste de directeur général, la chaîne est dirigée par le directeur de l'antenne et des programmes.
Présidents-directeurs généraux
- PDG de France Télévisions : Delphine Ernotte depuis le 22 août 2015

Directeurs généraux
- Georges Vanderchmitt : septembre 1992 – janvier 1994[35] ;
- Raphaël Hadas-Lebel : janvier 1994 – juin 1996[36] ;
- Michèle Pappalardo : juin 1996 – juin 1999[37] ;
- Michèle Cotta : juin 1999 – juin 2002[38] ;
- Christopher Baldelli : juin 2002 – septembre 2005[39] ;
- Philippe Baudillon : septembre 2005 – décembre 2007[40] ;
- François Guilbeau : décembre 2007 – août 2010[41] ;
- Claude-Yves Robin : août 2010 – 30 septembre 2011[42] ;
- Bertrand Mosca : 30 septembre 2011 – 2 avril 2012[43] ;
- Jean Réveillon : 2 avril 2012 - janvier 2013[44].

Directeurs de l'antenne et des programmes
- Louis Bériot : 20 janvier 1994 - 14 juin 1996[45] ;
- Jean-Pierre Cottet : 14 juin 1996 – 20 juillet 1998[46] ;
- Patrice Duhamel : 20 juillet 1998 – juin 1999[47] ;
- Michèle Cotta : juin 1999 - 12 juillet 2001[48] ;
- François Tron : 12 juillet 2001 – 13 septembre 2004[48] ;
- Yves Bigot : 13 septembre 2004 – 1er septembre 2005[49] ;
- Jean-Baptiste Jouy : 4 septembre 2005 – 23 janvier 2007[50] ;
- Éric Stemmelen : 23 janvier 2007 – 1er juillet 2009[51] ;
- Alain Vautier : 1er juillet 2009 – 14 septembre 2011[52] ;
- Perrine Fontaine : 2011 – 2012[53]
- Philippe Vilamitjana : 2 avril 2012 - 21 octobre 2013[54] ;
- Thierry Thuillier : 21 octobre 2013 - 1er juin 2015[55],[56] ;
- Vincent Meslet : septembre 2015 - 5 octobre 2016[57].
- Caroline Got : 5 octobre 2016 à janvier 2019
- Cyril Giraudbit : (Adj.) depuis novembre 2016

### Capital
Du 7 septembre 1992 au 4 janvier 2010, France 2 est une société nationale de programme publique détenue à 100 % par l'État français. Elle fait alors partie du groupement puis du holding France Télévisions.
Depuis le 4 janvier 2010, France 2 a perdu son statut de société pour devenir une simple chaîne éditée par la nouvelle entreprise commune, France Télévisions, dont le capital est détenu à 100 % par l'État français via l'agence des participations de l'État (APE).

### Mission
Les missions de France 2 sont précisées dans le cahier des charges de France Télévisions, fixé par le décret no 2009-796 du 23 juin 2009.

« France 2 est une chaîne généraliste de la communauté nationale dont l'ambition est de réunir tous les publics autour d'une offre large et variée, se nourrissant de toutes les formes de programmes dans leur dimension la plus fédératrice. La programmation de la chaîne est placée sous le double signe de l'événement et de la création cinématographique et audiovisuelle française et européenne et joue un rôle majeur en matière d'information et de sport. »

— Article 3 du décret no 2009-796 du 23 juin 2009.
Au travers de France 2 Cinéma (anciennement Films A2 du temps d'Antenne 2), France 2 produit et/ou coproduit bon nombre de longs-métrages français chaque année. Cette politique de financement s'inscrit dans le cadre de l'obligation de financement du cinéma par certaines chaînes de télévision.

### Sièges
Le premier siège de France 2 est situé au 22 avenue Montaigne dans le VIIIe arrondissement de Paris, de 1992 au 14 août 1998.
Depuis le 15 août 1998, France 2 est installée au siège de France Télévisions, au 7 esplanade Henri-de-France dans le 15e arrondissement de Paris.

Sièges de France 2
Siège de France Télévisions au 7 esplanade Henri de France à Paris depuis le 15 août 1998.

## Programmes
France 2 consacre une partie de sa programmation à l'information, notamment à travers les sept sessions d'information quotidiennes dont le Journal de 13 heures, le Journal de 20 heures et les JT diffusés dans Télématin (depuis 1985). La chaîne propose également plusieurs bulletins météo par jour. Elle diffuse plusieurs magazines d'information, comme l'émission de reportages Envoyé spécial (depuis 1990), l'émission d'investigation Complément d'enquête (depuis 2001), ou le magazine d'investigation Cash Investigation (depuis 2012).
France 2 programme de nombreux magazines sur des sujets divers. Elle offre des rendez-vous culturels, qu'ils soient généralistes comme Dans quelle éta-gère présenté par Monique Atlan, historiques comme Secrets d'histoire (2007-2019), musicales comme Taratata (depuis 1993) pour le rock ou La Boîte à musique (depuis 2006) pour la musique classique. La chaîne diffuse des émissions d'entretiens, que ce soit de personnalités telles que dans Les Pouvoirs extraordinaires du corps humain (2012-2019), ou la religion comme Le Jour du Seigneur (depuis 1987).
France 2 programme également de nombreux divertissements : La chaîne diffuse également plusieurs jeux télévisés tels que Fort Boyard (depuis 1990) ou Tout le monde veut prendre sa place (depuis 2006) ou encore N'oubliez pas les paroles ! (depuis 2007).
France 2 est également très présente dans la fiction avec la diffusion de films, de séries télévisées et de téléfilms français ou étrangers. Elle produit des séries françaises comme Les Petits Meurtres d'Agatha Christie (depuis 2009)... Elle diffuse des séries étrangères telles qu'Inspecteur Derrick : Rex, chien flic, FBI : Portés disparus, Cold Case : Affaires classées, Castle, Broadchurch…
France 2 retransmet de nombreux évènements en direct ou en différé, qu'ils soient culturels comme des concerts ou des pièces de théâtre, ou sportifs comme des compétitions, dans leur intégralité ou non. Elle participe à la diffusion des grands évènements sportifs internationaux en complément des autres chaînes du groupe France Télévisions, notamment France 3, comme pour les Jeux olympiques d'été et d'hiver, Roland-Garros et le Tour de France. Elle diffuse des magazines sportifs comme Vélo Club (depuis 2008), Stade 2 (1975 à 2019) et XV/15 (depuis 2008).

## Présentateurs et journalistes

### Actuels

#### Journalistes
par ordre alphabétique
- Zohra Ben Miloud (depuis 2023)
- Julien Benedetto (depuis 2004)
- Julian Bugier (depuis 2011)
- Tristan Waleckx (depuis 2021)
- Sandrine Colombo (depuis 2007)
- Laurent Delahousse (depuis 2006)
- Marie Drucker (depuis 2008)
- Leïla Kaddour-Boudadi (depuis 2016)
- Anne-Sophie Lapix (2014-2015/depuis 2017)
- Élise Lucet (depuis 2005)
- Jean-Baptiste Marteau (depuis 2013)
- Nathalie Saint-Cricq (depuis 2009)
- Sonia Chironi (depuis 2024)

Sports
- Cédric Beaudou (depuis 2008)
- Alexandre Boyon (depuis 1997)
- Alexandre Pasteur (depuis 2017)
- Marion Rousse (depuis 2017)

#### Animateurs
par ordre alphabétique
- Julien Arnaud (depuis 2024)
- Anaïs Baydemir (depuis 2012)
- Stéphane Bern (depuis 2006)
- Laurence Boccolini (1994-1995/depuis 2020)
- Faustine Bollaert (depuis 2017)
- Sidonie Bonnec (depuis 2017)
- Olivier Delacroix (depuis 2011)
- Fabrice Drouelle (depuis 2021)
- Cyril Féraud (2008-2011 et depuis 2017)
- Aurélie Godefroy (depuis 2007)
- Bruno Guillon (depuis 2013)
- Virginie Hilssone (depuis 2018)
- Maya Lauqué (depuis 2021)
- Agathe Lecaron (depuis 2021)
- Pierre Lescure (depuis 2023)
- Sébastien Thomas (depuis 2023)
- Jordan Yuste (depuis 2024)
- Frédéric Lopez (depuis 1998)
- Laurent Luyat (depuis 2000)
- Valérie Maurice (depuis 1992)
- David Milliat (depuis 2012)
- Julia Martin (depuis 2020)
- Flavie Flament (depuis 2024)
- Nagui (1992-1996/depuis 2001)
- Marie Portolano (depuis 2023)
- Nathalie Rihouet (depuis 1992)
- Léa Salamé (depuis 2014)
- Myriam Seurat (depuis 2006)
- Damien Thévenot (depuis 1999)
- Laury Thilleman (depuis 2018)
- Julia Vignali (depuis 2021)

### Anciens
par ordre alphabétique
- Thierry Adam (2001-2020)
- Martine Allain-Regnault (1992-2004)
- Jean-Claude Allanic (2000-2005)
- Bertrand Amar (2001-2002)
- Paul Amar (1992-1994/1997-2001)
- Mélanie Angélie (1996-2001)
- Sophia Aram (2013)
- Thierry Ardisson (1992-1994/1998-2006)
- Rachid Arhab (1998-2007)
- Juliette Arnaud (2004)
- Arthur (1994-1996)
- Laurent Baffie (1998/2003)
- Denis Balbir (2007-2008)
- Christelle Ballestrero (1998)
- Catherine Barry (1997-2007)
- Thierry Beccaro (1987-2019)
- Marcel Béliveau (1993-1995)
- Georges Beller (1992-1995)
- Bernard Benyamin (1992-2001/2010)
- Laurent Bignolas (2017-2021)
- Daniel Bilalian (1994-1998/2001-2016)
- David Boéri (2005)
- Igor et Grichka Bogdanoff (2002-2011)
- Jean-François Bouquet (1990-1993)
- Laurent Boyer (2011)
- Christine Bravo (1992-1995/1998-2003)
- Jean-Claude Brialy (1998)
- Laurent Broomhead (1992-2006)
- Yves Calvi (2005-2014)
- Jacques Cardoze  (2017-2021)
- Clémentine Cartier (1993-1995)
- Raphaël de Casabianca (2018-2024)
- Lionel Cassan (1992-1994)
- Jean-Pierre Castaldi (2000-2002)
- Catherine Ceylac (1992-2018)
- Arlette Chabot (1997-2011)
- Lionel Chamoulaud (1992-2018)
- Charly et Lulu (1994-1995)
- Patrick Chêne (1992-2000)
- Guilaine Chenu (2001-2016)
- Hervé Claude (1992-1994/2000-2010)
- François de Closets (1992-2006)
- Julien Courbet (2008-2013)
- Virginia Crespeau (1992-2004)
- Sophie Davant (1992-2025)
- Christophe Dechavanne (1996-1999 / 2022-2025)
- Jean-Luc Delarue (1994-2011)
- Alexandre Delpérier (1992-1995)
- Alexandre Devoise (2011-2012)
- Véronic DiCaire (2012/2016)
- Cendrine Dominguez (1993-2002)
- Maureen Dor  (1994-1996)
- David Douillet (2001-2002)
- Michel Drucker (1994-2022)
- Alain Duhamel (1995/1997-2005)
- Mireille Dumas (1992-2000)
- Benoît Duquesne (1994-2014)
- Guillaume Durand (2001-2010)
- Fabienne Égal (1999)
- Louise Ekland (2008)
- Jean-Pierre Enkiri (1992-2008)
- Didier Epelbaum (1998-2000)
- Nathalie Fellonneau (2011-2014)
- Michel Field (1992-1994/2003)
- Sébastien Folin (2009-2011/2020)
- Carole Gaessler (1998-2000/2003-2006)
- Éric Galliano (1992-1993)
- Olivier Galzi (1998-2010)
- Jérémy Ganneval (2003-2005)
- Manuel Gélin (1993-1995)
- Franz-Olivier Giesbert (2009-2011)
- Isabelle Giordano (2006-2007)
- Jamy Gourmaud (2008-2012)
- Virginie Guilhaume (2007-2008/2011-2016)
- Luq Hamet (1992-1996)
- Gérard Holtz (1992-2016)
- Christophe Hondelatte (2000-2011)
- Samira Ibrahim (2011)
- Jean Imbert (2017)
- Marianne James (2014-2017)
- Jarry (2022-2024)
- Françoise Joly (2001-2016)
- Frédéric Joly (1996-1998/2002-2004)
- Alexandra Kazan (1994-1997)
- Françoise Laborde (1997-2008)
- Marie-Sophie Lacarrau (2014-2020)
- Patrice Laffont (1992-2005)
- Frédérique Lantieri (2011-2020)
- Matthieu Lartot (2003-2019)
- Gérard Leclerc (1992-1997)
- Philippe Lefait (1998-2013)
- Gaël Leforestier (2002-2003)
- Sarah Lelouch (2003-2005/2007-2008)
- Karine Le Marchand (1998-1999/2005-2008)
- Jean-Luc Lemoine (2009-2011)
- François Lenglet (2014-2018)
- William Leymergie (1985-1986/1989-2017)
- Daniela Lumbroso  (1990-1994/2001-2018)
- Jacques Martin (1992-1998)
- Bruno Masure (1992-1997)
- Olivier Mazerolle (2001-2005)
- Christophe Michalak (2013-2016)
- Jérémy Michalak (2012-2014)
- Olivier Minne (1992-1998/2001-2025)
- Frédéric Mitterrand (1993-1994)
- Christian-Marie Monnot (2005-2008)
- Patrick Montel (1992-2020)
- Christian Morin  (1993-1994)
- Véronique Mounier  (2011-2012)
- Chloé Nabédian (2016-2022)
- Paul Nahon (1992-2001/2010)
- Marie-Ange Nardi (1996-2008)
- Ness (2004-2006)
- Valérie Pascal (1992-1993)
- Valérie Payet (1999-2000/2002-2008)
- Jacques Perrin (1992-2001)
- Daniel Picouly (2008-2009)
- Bernard Pivot (1991-2005)
- Nicolas Poincaré (2014-2017)
- Arnaud Poivre d'Arvor (2007-2015)
- Marie Portolano (2023-2024)
- Christian Prudhomme (2000-2003)
- David Pujadas (2001-2017)
- Sandrine Quétier (2004)
- Julie Raynaud (2008-2009/2011)
- Jean-Luc Reichmann (1995-2000)
- Anne-Gaëlle Riccio (2006-2009)
- Jean Rieffel (1997)
- Laurent Romejko (1992-2012)
- Anne Roumanoff (2012)
- Ève Ruggieri (1992-2009)
- Laurent Ruquier (2000-2023)
- Patrick Sabatier (2008-2016)
- Sophie Le Saint  (1999-2019)
- Henri Sannier (1992-1994)
- Béatrice Schönberg (1997-2013)
- Patrick Sébastien (1996-2019)
- Claude Sérillon (1992-2001)
- Pascal Sevran (1992-2007)
- Roland Sicard (2007-2016)
- Nathalie Simon (1994/2005)
- Pierre Sled (1995-2000)
- Julie Snyder (2000/2014)
- Thomas Sotto (2017-2024)
- Yoann Sover (2005-2008)
- Christian Spitz (1994-1995)
- Alessandra Sublet (2009-2015)
- Frédéric Taddeï (2002-2018)
- Élizabeth Tchoungui (2011-2012)
- Stéphane Thebaut (2002-2005)
- Tex (2000-2017)
- Thierry Thuillier (2002-2008)
- Aïda Touihri (2012-2015)
- Bruce Toussaint (2011-2012)
- Charlotte de Turckheim (2014)
- Thomas VDB (2011-2013)
- François-Henri de Virieu (1992-1995)
- Tania Young (2008-2011/2014-2016)
- Samuel Zniber (1995)

### Speaker
- Olivier Minne[73] (1992-1993)

### Voix off des bandes annonces
Actuellement :
- Hervé Lacroix (depuis 2023)
- Camille Donda

Anciennement :
- Bianca Holst
- Nicolas Rey
- Sylvie Bariol (1993-2015)
- Frédérique Courtadon (2006-2023)
- Catherine Nullans
- Danièle Douet
- Sylvie Bariol
- Emmanuelle Pailly
- Botum Dupuis
- Nikie Lescot
- Marc Chapiteau
- Pierre-Alain de Garrigues
- Alain Dorval
- Pierre Hatet
- Carine Bokobza
- Ophélie Doll (2004-2010)
- Lemmy Constantine
- Gaëlle Zylberberg

## Résultats d'audience

### Audience en France
France 2 est la 2e chaîne de France en termes d'audience, derrière TF1. Malgré une perte de plus de dix points en une vingtaine d'années, la chaîne parvient à conserver sa seconde place.
Depuis son changement de nom en 1992, France 2 voit sa part d'audience moyenne annuelle augmenter de 24,0 % en 1992 à 25,0 % en 1994, son plus haut historique. Depuis 1994, l'audience moyenne baisse année après année, concurrencée par l'apparition de nouvelles chaînes, perdant onze points en dix-neuf ans pour atteindre 14,0 % en 2013, son plus bas historique. Depuis, l'audience remonte légèrement pour arriver à 14,3 % en 2015, avant de retomber à 13,4 % en 2016, faisant ainsi son pire score mensuel (12,1 %) en mars 2017.

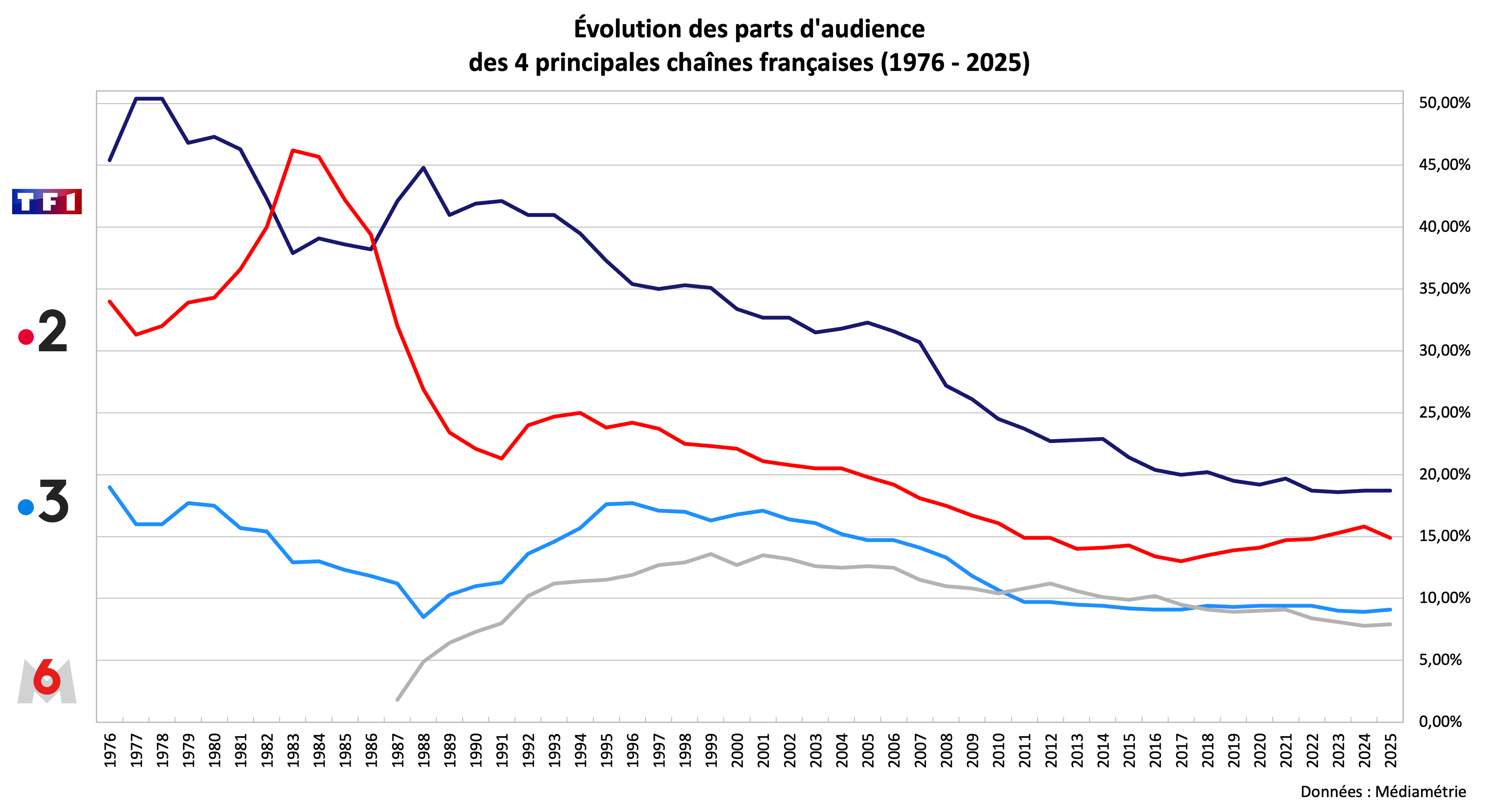
Audience des quatre principales chaînes françaises de 1976 à 2024.
Part d'audience mensuelle depuis 1996  - Part d'audience mensuelle
  - Moyenne sur les 12 mois précédents
  - Première vague de la TNT (2005–2012)
  - Deuxième vague de la TNT (depuis 2012)

|      | Janvier | Février | Mars     | Avril   | Mai     | Juin   | Juillet | Août   | Septembre | Octobre | Novembre | Décembre | Moyenne annuelle |
| ---- | ------- | ------- | -------- | ------- | ------- | ------ | ------- | ------ | --------- | ------- | -------- | -------- | ---------------- |
| 1992 |         |         |          |         |         |        |         |        |           |         |          |          |                  |
| 1993 |         |         |          |         |         |        |         |        |           |         |          |          | 24,7 %           |
| 1994 |         |         |          |         |         |        |         |        |           |         |          |          | 25,0 %*          |
| 1995 |         |         |          |         |         |        |         |        |           |         |          |          | 23,8 %           |
| 1996 |         |         |          |         |         | 23,9 % | 27,3 %* | 23,3 % | 24,2 %    | 24,1 %  | 24,5 %   | 24,8 %   | 24,2 %           |
| 1997 | 23,2 %  | 23,9 %  | 24,7 %   | 24,7 %  | 23,6 %  | 22,9 % | 26,7 %  | 22,4 % | 22,9 %    | 22,2 %  | 23,0 %   | 23,7 %   | 23,7 %           |
| 1998 | 22,7 %  | 23,7 %  | 22,9 %   | 22,5 %  | 22,5 %  | 22,9 % | 24,2 %  | 21,9 % | 21,1 %    | 21,5 %  | 21,7 %   | 21,6 %   | 22,5 %           |
| 1999 | 22,1 %  | 21,8 %  | 22,2 %   | 22,6 %  | 22,1 %  | 22,6 % | 24,4 %  | 21,6 % | 22,4 %    | 21,5 %  | 21,7 %   | 21,6 %   | 22,3 %           |
| 2000 | 22,2 %  | 23,2 %  | 22,2 %   | 21,8 %  | 21,4 %  | 22,3 % | 23,5 %  | 20,8 % | 22,5 %    | 22,2 %  | 22,2 %   | 21,5 %   | 22,1 %           |
| 2001 | 20,6 %  | 20,4 %  | 20,5 %   | 21,1 %  | 20,0 %  | 21,0 % | 23,1 %  | 20,0 % | 21,5 %    | 22,7 %  | 22,1 %   | 21,0 %   | 21,1 %           |
| 2002 | 20,9 %  | 21,5 %  | 21,7 %   | 21,2 %  | 20,2 %  | 19,1 % | 23,2 %  | 18,9 % | 20,5 %    | 20,5 %  | 21,5 %   | 20,2 %   | 20,8 %           |
| 2003 | 20,1 %  | 20,4 %  | 21,2 %   | 21,0 %  | 20,4 %  | 20,2 % | 22,6 %  | 20,3 % | 20,0 %    | 19,8 %  | 20,9 %   | 19,5%    | 20,5 %           |
| 2004 | 19,7 %  | 20,5 %  | 20,8 %   | 19,9 %  | 20,2 %  | 20,9 % | 23,2 %  | 21,9 % | 19,6 %    | 20,0 %  | 20,3 %   | 19,9 %   | 20,5 %           |
| 2005 | 19,7 %  | 19,7 %  | 19,5 %   | 19,8 %  | 19,2 %  | 20,1 % | 23,1 %  | 18,8 % | 19,3 %    | 19,2 %  | 19,9 %   | 19,7 %   | 19,8 %           |
| 2006 | 19,1 %  | 19,8 %  | 20,0 %   | 19,6 %  | 19,4 %  | 18,0 % | 20,2 %  | 18,4 % | 18,9 %    | 19,0 %  | 19,5 %   | 18,8 %   | 19,2 %           |
| 2007 | 18,3 %  | 19,2 %  | 18,8 %   | 18,2 %  | 17,8 %  | 18,1 % | 20,6 %  | 16,8 % | 16,9 %    | 17,6 %  | 17,8 %   | 17,3 %   | 18,1 %           |
| 2008 | 18,3 %  | 18,3 %  | 17,7 %   | 17,6 %  | 17,3 %  | 17,3 % | 19,6 %  | 17,7 % | 16,3 %    | 16,6 %  | 16,5 %   | 16,2 %   | 17,5 %           |
| 2009 | 16,7 %  | 16,4 %  | 16,4 %   | 16,2 %  | 16,8 %  | 16,9 % | 19,1 %  | 15,4 % | 16,1 %    | 16,3 %  | 16,6 %   | 16,4 %   | 16,7 %           |
| 2010 | 16,1 %  | 16,7 %  | 15,8 %   | 15,7 %  | 16,4 %  | 16,3 % | 18,9 %  | 14,7 % | 15,2 %    | 15,5 %  | 15,9 %   | 15,9 %   | 16,1 %           |
| 2011 | 15,3 %  | 15,3 %  | 15,3 %   | 15,0 %  | 15,3 %  | 15,2 % | 17,0 %  | 13,1 % | 13,5 %    | 14,1 %  | 15,0 %   | 14,5 %   | 14,9 %           |
| 2012 | 14,7 %  | 15,1 %  | 14,7 %   | 14,4 %  | 15,1 %  | 14,6 % | 16,5 %  | 17,1 % | 14,2 %    | 14,7 %  | 14,5 %   | 13,9 %   | 14,9 %           |
| 2013 | 14,0 %  | 13,9 %  | 13,9 %   | 13,6 %  | 14,2 %  | 15,1 % | 16,1 %  | 12,9 % | 13,5 %    | 13,2 %  | 14,1 %   | 13,6 %   | 14,0 %           |
| 2014 | 14,0 %  | 15,6 %  | 13,4 %   | 13,5 %  | 14,0 %  | 13,5 % | 15,8 %  | 13,3 % | 13,6 %    | 13,6 %  | 14,4 %   | 13,9 %   | 14,1 %           |
| 2015 | 14,5 %  | 13,8 %  | 13,8 %   | 14,1 %  | 14,4 %  | 14,3 % | 16,0 %  | 14,4%  | 14,5 %    | 13,9 %  | 14,6 %   | 13,5 %   | 14,3 %           |
| 2016 | 13,6 %  | 14,1 %  | 13,5 %   | 13,3 %  | 13,4 %  | 13,1 % | 15,4 %  | 14,4 % | 12,5 %    | 12,3 %  | 12,4 %   | 12,5 %   | 13,4 %           |
| 2017 | 12,3 %  | 12,6 %  | 12,1 %** | 12,7 %  | 13,1 %  | 12,9 % | 15,6 %  | 12,2 % | 13,2 %    | 13,0 %  | 13,1 %   | 13,4 %   | 13,0 %**         |
| 2018 | 12,9 %  | 13,9 %  | 12,8 %   | 12,7 %  | 13,7 %  | 12,9 % | 15,6 %  | 13,2 % | 14,1 %    | 13,5 %  | 13,4 %   | 13,1 %   | 13,5 %           |
| 2019 | 13,6 %  | 13,4 %  | 13,8 %   | 13,7 %  | 13,6 %  | 13,7 % | 17,2 %  | 13,9 % | 14,3 %    | 13,4 %  | 13,9 %   | 13,3 %   | 13,9 %           |
| 2020 | 14,3 %  | 14,2 %  | 14,6 %   | 14,3 %  | 13,3 %  | 13,4 % | 13,8 %  | 13,7 % | 16,4 %    | 13,9 %  | 14,1 %   | 13,9 %   | 14,1 %           |
| 2021 | 14,2 %  | 14,6 %  | 14,4 %   | 14,3 %  | 14,5 %  | 14,3 % | 17,1 %  | 15,3 % | 14,2 %    | 14,5 %  | 14,9 %   | 14,5 %   | 14,7 %           |
| 2022 | 14,7 %  | 14,9 %  | 14,3 %   | 14,8 %, | 14,8 %, | 14,7 % | 17,5 %  | 14,3 % | 14,9 %    | 14,5 %  | 14,3 %   | 14,4 %   | 14,8 %           |
| 2023 | 15,0 %  | 15,9 %  | 15,3 %   | 15,0 %, | 15,0 %, | 15,2 % | 18,5 %  | 14,2 % | 15,2 %    | 14,3 %  | 15,4 %   | 15,2 %   | 15,3 %           |
| 2024 | 14,6 %  | 14,8 %  | 14,6 %   | 14,7 %  | 14,9 %  | 14,2 % | 19,5 %  | 23,3 % | 15,4 %    | 14,4 %  | 14,1 %   | 14,4 %   | 15,8 %           |
| 2025 | 14,9 %, | 14,9 %, | 15,1 %   | 15,0 %  | 15,1 %  | 14,7 % | 18,1 %  |        |           |         |          |          |                  |

Légende :

* : maximum historique.
** : minimum historique.
Meilleur score mensuel de l'année.
Moins bon score mensuel de l'année.

### Audiences en Belgique
France 2 est la 4e chaîne de Belgique en termes d'audience, derrière RTL-TVI, La Une et TF1. Son audience moyenne annuelle a cependant baissé au cours des années, passant de 10,6 % en 1997 à 7,1 % en 2015.
En 2016, France 2 réalise sa plus mauvaise audience en Belgique avec seulement 5,9 % de part de marché.
| 1997   | 1998  | 1999   | 2000   | 2001  | 2002  | 2003  | 2004  | 2005  | 2006  | 2007  | 2008  | 2009  | 2010  | 2011  | 2012  | 2013  | 2014  | 2015  | 2016  | 2017   | 2018  | 2019 | 2020  |
| ------ | ----- | ------ | ------ | ----- | ----- | ----- | ----- | ----- | ----- | ----- | ----- | ----- | ----- | ----- | ----- | ----- | ----- | ----- | ----- | ------ | ----- | ---- | ----- |
| 10,6 % | 9,6 % | 10,1 % | 10,1 % | 9,7 % | 9,7 % | 9,7 % | 8,9 % | 8,5 % | 9,2 % | 9,6 % | 9,4 % | 9,0 % | 8,4 % | 8,0 % | 7,3 % | 6,8 % | 7,1 % | 7,1 % | 5,9 % | 6,01 % | 6,4 % | 7 %  | 6,3 % |

### Records d'audience
Le 25 février 1994, France 2 réalise un record d'audience historique en diffusant la compétition de patinage libre des Jeux olympiques d'hiver de 1994. Elle est suivie par 16,6 millions de téléspectateurs, soit 62,0 % de part de marché. Ce record est battu six ans plus tard, le 28 juin 2000, avec la demi-finale France - Portugal du Championnat d'Europe de football 2000 qui attire 18,3 millions de téléspectateurs, soit 70,5 % de part d'audience.
Le 26 juillet 2024, France 2 réalise un nouveau record d’audience en diffusant la cérémonie d’ouverture des Jeux olympiques de Paris 2024. Elle réalise ce soir là une audience de 23,24 millions de téléspectateurs entre 19 h 26 et 23 h 30. Un pic d’audience de 25,2 millions téléspectateurs à 21 h 56.
| Date            | Programme                                                               | Genre          | Téléspectateurs | Part de marché |
| --------------- | ----------------------------------------------------------------------- | -------------- | --------------- | -------------- |
| 26 juillet 2024 | Cérémonie d’ouverture des Jeux Olympiques de Paris 2024                 | Sport          | 23 240 000      | 83,1 %         |
| 28 juin 2000    | Championnat d'Europe de football 2000 (Demi-finale : France - Portugal) | Sport          | 18 325 000      | 70,5 %         |
| 11 août 2024    | Cérémonie de clôture des Jeux Olympiques de Paris 2024                  | Sport          | 17 137 000      | 77,3 %         |
| 25 février 1994 | Jeux olympiques d'hiver de 1994 (Patinage libre dames)                  | Sport          | 16 618 000      | 62,0 %         |
| 17 juin 2004    | Championnat d'Europe de football 2004 (1er tour : France - Croatie)     | Sport          | 14 019 200      | 55,9 %         |
| 2 janvier 1993  | Que le meilleur gagne (Restos du Cœur)                                  | Divertissement | 13 171 200      | 53,0 %         |
| 7 juillet 1998  | Coupe du monde de football de 1998 (Demi-finale : Brésil - Pays-Bas)    | Sport          | 13 037 640      | 58,2 %         |

## Diffusion
France 2 est diffusée sur la télévision numérique terrestre, le câble, le satellite, la télévision IP et en streaming. Comme les autres chaînes publiques de France Télévisions et conformément à la loi no 86-1067 du 30 septembre 1986, les distributeurs de télévision en France ont l'obligation de la reprendre gratuitement dans leurs offres. La chaîne peut également être reçue dans des pays limitrophes : l'Allemagne, l'Andorre, la Belgique les Pays-Bas, l'Italie, le Luxembourg, Monaco, l'Espagne, le Portugal et la Suisse, elle peut aussi être reçue sur le bouquet de base 1fl Liechtenstein, de Liechtenstein Télécom. De plus, ses programmes sont en partie repris par la chaîne francophone internationale TV5 Monde.
La chaîne émet en français depuis le 7 septembre 1992. Elle est diffusée au format 16/9 depuis le 7 avril 2008.

### Hertzien
Du 7 septembre 1992 au 30 novembre 2011, date de l'arrêt de la télévision analogique en France, France 2 est diffusée sur le deuxième réseau analogique terrestre de TDF au standard SÉCAM L à 625 lignes.
France 2 est diffusée en clair sur le multiplex R1 de la télévision numérique terrestre (TNT) au standard MPEG-2 (SDTV) du 31 mars 2005 au 5 avril 2016 et au standard MPEG-4 (HDTV) depuis le 30 octobre 2008. En France d'outre-mer, la chaîne est diffusée sur le multiplex ROM1 de la TNT au standard MPEG-4 (SDTV) depuis le 30 novembre 2010.
France 2 UHD est diffusée en clair en métropole sur le multiplex R9 et en outre-mer sur le multiplex ROMU de la TNT au standard HEVC (UHDTV) depuis le 23 janvier 2024.
Dans la principauté d'Andorre, France 2 est diffusée sur la télévision numérique terrestre par Andorra Telecom. Jusqu'en décembre 2006, la chaîne est diffusée sur le réseau hertzien analogique dans quelques régions via des antennes relais à la charge de l'État français,.
La chaîne utilise depuis 1992 le canal 2.
En Italie
Depuis le 1er octobre 1975, France 2 (Antenne 2 avant 1992) est diffusée dans la région de la Vallée d'Aoste, autonome et bilingue italien/français, en raison de lois italiennes sur l'autonomie gouvernementale. Depuis 1975 jusqu'en 2004 (2006 à Rome), France 2 antérieurement intitulée Antenne 2, est diffusée en Italie dans les régions de Toscane, Latium, Émilie-Romagne, Basse-Vénétie et des parties de la Lombardie et de la Ligurie. En Italie, les pages de publicité et les actualités régionales de FR3, diffusées par Antenne 2 jusqu'en 1989 sont masquées.
Au début des années 2000, toutes les fréquences de France 2 en Italie sont revendues, à l'exception de celle de Rome, laquelle est remplacée en 2006 par un multiplex digital qui diffuse France 2 ainsi que d'autres chaînes,. Entre le 11 décembre 2006 et le 7 juin 2007, France 2 est à nouveau captée dans toute l'Italie sur la TNT. Depuis lors, la chaîne est remplacée par France 24.
En Tunisie
La deuxième chaîne tunisienne, RTT 2, créée le 12 juin de 1983 disparaît le 3 de juin 1989. Depuis ce jour-là, elle laisse sa place à Antenne 2.
Parallèlement, le 20 de mars 1990 l'ERTT crée la Chaîne du Maghreb Arabe, diffusée trois heures par jour sur le canal VHF de Rai 1. En 1993, la chaîne est renommée Tunis 2 et, le 6 novembre 1994, Canal 21 remplace Tunis 2 et les deux chaînes abandonnent la bande VHF.
Depuis le 7 novembre 1994 jusqu'à fin octobre 1999, Canal 21 diffuse de deux heures et demie à trois heures de programmes quotidiens sur la fréquence nationale de France 2. Depuis octobre 1999, France 2 n'est plus diffusée en Tunisie.
À Berlin-Ouest
France 2 antérieurement intitulée Antenne 2, est diffusée à Berlin-Ouest sur le canal 31 de la bande UHF de 1985 à 1994.

### Câble
France 2 est diffusée sur le réseau câblé de SFR. En France d'outre-mer, elle est disponible sur les réseaux de SFR Caraïbe et Zeop.
Dans les autres pays francophones, elle est diffusée sur les réseaux câblés belge (SFR Belux, Telenet Group, Voo), luxembourgeois (SFR Belux), monégasque (MC Cable) et suisse (Naxoo, UPC Suisse). Elle est également disponible en Allemagne sur les réseaux de Kabel Deutschland (de) (Vodafone) et Unitymedia (de). France 2 est également diffusée les réseaux câblés néerlandais KPN.
Au Québec, France 2 n'est pas retransmise mais depuis 1983, ses programmes sont en partie retransmis sur RFO 2 renommée "Tempo" en 1998 et accessible sur le réseau câblé Vidéotron. Par ailleurs, TV5 Québec Canada reprend quelques programmes de France 2 sur le câble et le satellite québécois.

### Satellite
France 2 est diffusée sur satellite via les bouquets Canalsat, Fransat, TNT Sat, Bis Télévisions et les offres satellites de La TV d'Orange et du Bouquet TV de SFR. En France d'outre-mer, elle est disponible dans les offres de Canal+ Caraïbes, Canalsat Calédonie, Canalsat Réunion, Parabole Maurice, Parabole Réunion et Tahiti Nui Satellite.
Dans les autres pays francophones, elle est diffusée par l'opérateur belge et luxembourgeois TéléSAT.
De 2005 à 2016, France 2 est diffusée en clair (free to air) sur le satellite Eutelsat 5 West A.

### Internet
France 2 est diffusée en streaming sur le site internet de la chaîne et sur le service de télévision de rattrapage France.tv. Elle est également disponible via la télévision IP sur la Freebox TV, La TV d'Orange, le Bouquet TV de SFR, la Bbox et la Wibox. En France d'outre-mer, elle est accessible dans les offres de Mediaserv, SFR Caraïbe et Zeop.
Dans les autres pays francophones, elle est diffusée par les opérateurs belge (Proximus TV), luxembourgeois (POST Luxembourg) et suisse (Swisscom TV). Elle est également disponible aux Pays-Bas sur le réseau Ziggo et aussi au Portugal sur le réseau Meo depuis 2019.

## Controverses
Deux jours après la soirée consacrée au premier tour de la campagne présidentielle de 2012, France 2 est réprimandée par le Conseil supérieur de l'audiovisuel pour avoir diffusé jusqu'à 21 h 40 des sondages indiquant que Marine Le Pen a obtenu 20 % des voix, alors que tous les sondages montrent dès 20 h 30 qu'elle serait proche de son score final, 17,9 %, la Liste de sondages sur l'élection présidentielle française de 2012 indiquant par ailleurs qu'un seul institut donne Marine Le Pen à 20 % à 20 h. Le jour même du vote, alors que les électeurs commencent seulement à voter, le Conseil supérieur de l'audiovisuel publie un communiqué reprochant à France 2 d'avoir diffusé 9 s d'images de Jean-Luc Mélenchon, présentées comme une interview. Loïc de La Mornais, envoyé spécial de la chaîne, a tendu son micro au candidat du Front de gauche, dans un restaurant du 10e arrondissement de Paris pour lui demander s'il apprécie son repas. Le leader du Front de gauche répond : « Oui, on passe quelques instants tranquilles entre amis, on va blaguer et mettre tout ça un peu à distance avant de plonger dans le four ce soir ».

### Désinformation
Lors du journal télévisé du 10 août 2018, la journaliste Valérie Astruc, chef adjoint du service politique de France 2, présente une image où l’on voit le président russe poser aux côtés d’un tigre couché et commente : « Vladimir Poutine épate le plus la galerie : chasse au tigre en Sibérie (Russie), plongée dans les eaux glacées du lac Baïkal. Avec le maître du Kremlin, la propagande ne prend jamais de congés ». Il s’agit en fait d’une image datant de 2008 où l’on voit Poutine, entouré de chercheurs qui surveillent les tigres à l’état sauvage dans le cadre du programme Tigre de l’Amour. Le tigre qui gît aux pieds de Poutine est anesthésié par un tranquillisant. France 2 a déjà utilisé la même image en 2013 pour illustrer la prétendue passion de Poutine pour la chasse et le présenter comme un tueur de tigres.

### Promotion du charlatanisme
Depuis 2019, la chaîne française est accusée par plusieurs médias nationaux et internationaux de promouvoir le charlatanisme avec des reportages sur des guérisseurs et « coupeurs de feu » diffusés à heure de grande écoute sans point de vue contradictoire. La chaîne poursuit malgré tout la diffusion de ces reportages tels que Pouvoirs extraordinaires du corps humain, s'attirant de nombreuses critiques de la part des professionnels de santé et des internautes,,.